# Vildmarksvägen
Vildmarksvägen (även kallad Stekenjokkvägen – fjällvägsträckan vid Stekenjokk) är en 50 mil lång turistväg i norra Jämtland och södra Lappland. Sträckan går genom 3 kommuner, Strömsund, Vilhelmina och Dorotea kommun.

## Sträckning
Vildmarksvägen runt med startpunkt Strömsund till Gäddede på Länsväg 342, sedan längs diverse mindre länsvägar via Jormvattnet och Stora Blåsjön, över kalfjället och Stekenjokk till Klimpfjäll. Därefter följer vägen Kultsjöns strand till Saxnäs vidare via Stalon till nästa stora sjö, Malgomaj och längs dess södra strand till Vilhelmina. Sedan följer Vildmarksvägen vidare E45 söderut genom Dorotea, Rockvattnet, Rörström, Hoting, Stornäset, Lövberga och slutligen Strömsund.
Sträckan över kalfjället vid Stekenjokk är en av Sveriges högst belägna vägar, 876 meter över havet. Vägen är stängd vintertid - mellan 15 oktober och 6 juni - då sträckan periodvis underhålls för snöröjning. 

## Historik
Vägen över kalfjället byggdes 1969 främst för transporter till och från Stekenjokks koppargruva, nedlagd 1989. Stekenjokk har aldrig varit ett samhälle för permanentboende, utan gruvarbetarna bodde i huvudsak i Klimpfjäll och Stora Blåsjön.

## Sevärdheter
Under andra världskriget byggde Krigsmakten en serie befästningar efter Vildmarksvägen mellan Gäddede och Strömsund. Dessa är markerade med skyltar som historiska besöksmål, med snitslade promenadstigar till skyddsrum, bunkrar, skyttegropar, kanonvärn, insprängda bergrum med mera.